# Парампарчад
Парампарчад је први студијски албум београдског музичког састава Дарквуд Даб, издат 1995. године у издавачкој кући Take It Or Leave It. Будући да се на плочу дуго чекало, Парампарчад представља компилацију песама из првог периода рада на којима се смењују нумере под утицајем панка и репетативног реге звука.

## Списак песама
1. „Луноглед“
2. „Једном сам се возио брзо као млазњак“
3. „Суперкул“
4. „У праскозорје“
5. „Спори Вавилон“
6. „Брзи Вавилон“
7. „Зимовање“
8. „Он поскакује млад“
9. „Згодна сала“
10. „Птице“
11. „Смола“
12. „Витамин Ц“
13. „Зајон“
14. „Вагабонде“
15. „Невидљиви ујак“
16. „Усамљени хашишар“
17. „Разбибрига“